# Oskar Dalvit
Oskar Dalvit (* 11. März 1911 in Zürich; † 10. Dezember 1975 ebenda) war ein Schweizer Maler, Grafiker und Illustrator.

## Leben

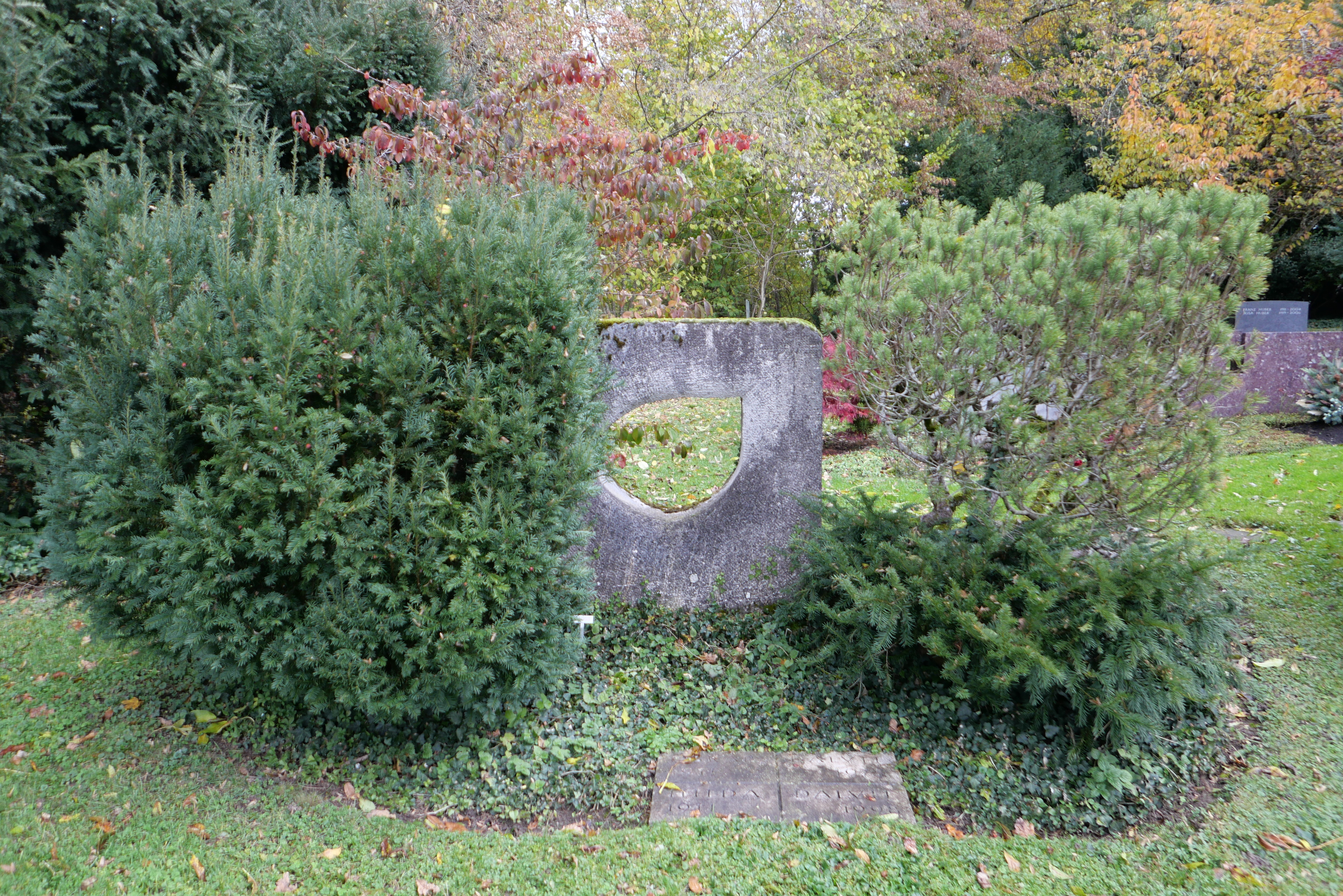
Das Grab von Oskar und Hilda Dalvit.

Nach der obligatorischen Schulzeit absolvierte Oskar Dalvit von 1925 bis 1929 eine Berufslehre bei einem Schriftenmaler in Zürich und liess sich anschliessend bei der Firma Orell Füssli zum Graphiker ausbilden. Eine Anstellung als Werbegraphiker gab er 1936 auf und arbeitete in der Folge als freiberuflicher Maler. Im selben Jahr heiratete er Hilda Schneider (1911–1998). Aus dieser Verbindung gingen zwei Kinder, Tochter Gisela (1941) und Sohn Matthias (1945–2002), hervor. 1938 gründete er zusammen mit Walter Binder den Eigenverlag Der Brunnenhof. Oskar Dalvit wohnte, abgesehen von Studienreisen nach Italien (1936, 1937), Paris (1938), Berlin und München (1939), zeitlebens in Zürich. Ab 1943 verbrachte er die Sommermonate regelmässig in Amden. Von 1953 bis 1965 unterrichtete Dalvit an der Zürcher Volkshochschule das Fach „Abstraktes Malen und Zeichnen“. 1975 starb Oskar Dalvit an einem Herzversagen. Er fand auf dem Friedhof Hönggerberg seine letzte Ruhestätte.

## Werk
Das gezeichnete Frühwerk von Oskar Dalvit stand unter dem Einfluss von Hans von Marées und Otto Meyer-Amden. Für die Zeichnungen verwendete er hauptsächlich Bleistift, Kohle und Tusche, und er zwang sich, obwohl er sich von Anfang an zur abstrakten Malerei hingezogen fühlte, zu einem akribisch genauen Zeichnen nach der Natur. Später steigerte sich dieses formal-äusserliche Naturstudium in das Expressive. Unter dem Einfluss des in der Schweiz entstandenen Werks von Ernst Ludwig Kirchner setzte 1939  mit dem „Zyklus der Blinden“ sein gemaltes Werk ein, das sich durch starke, pastos aufgetragene Farben auszeichnet. Dalvit wandte sich auch der künstlerischen Druckgraphik zu. In den Holzschnitten für die Edition „Ein Lebensbuch“ machte sich eine durch die Auseinandersetzung mit C.G. Jungs Lehre resultierende  Akzentuierung des Psychologisierenden bemerkbar. Dalvits Werk löste sich in der Folge vom Naturvorbild und fand, beeinflusst von Paul Klee und Wassily Kandinsky, zu einem eigenen Stil mit abstrakten Formen und Farbgebung.
Malerei und Graphik gingen im Schaffen von Oskar Dalvit stets nebeneinanderher. In der breiten Öffentlichkeit wurde Dalvit aber hauptsächlich durch sein druckgraphisches Werk bekannt. Aus der Freundschaft mit Ernst Jünger entstanden zwei Editionen: das 1964 bei der Arcade-Presse erschienene Buch „Dezember; bois de Noël“ mit zwölf farbigen Holzschnitten von Dalvit und einem Text von Jünger sowie 1970 das bei der Arbon-Presse veröffentlichte Buch „Träume; Nocturnes“, zu dem er handkolorierte Linolschnitte beisteuerte. Ab 1970 arbeitete Dalvit hauptsächlich mit Holzreliefs.
Der Nachlass von Oskar Dalvit mit rund 2'410 Zeichnungen und Druckgraphiken, Fotos und Ausstellungsplakaten befindet sich in der Graphischen Sammlung der Zentralbibliothek Zürich.

## Editionen und Mappen (Auswahl)
- Ein Lebensbuch. 23 mehrfarbige Holzschnitte. Der Brunnenhof, Zürich 1941.
- Die Lebensalter. Mappe mit 6 handkolorierten Holzschnitten. Der Brunnenhof, Zürich 1941.
- Amdener Tagebuch. Betrachtungen über Kunst und Natur. Rascher, Zürich 1961.
- Dezember. Bois de Noël. 12 mehrfarbige Holzschnitte. Text von Ernst Jünger. Arcade-Presse, Zürich 1964.
- Philographik 5. Mappe mit 6 ein- und zweifarbigen Holzschnitten. Verlag Heinz Engel, Olten 1966.
- Träume. Nocturnes. 9 mehrfarbige, handkolorierte Linolschnitte. Text von Ernst Jünger. Arbon-Presse, Arbon 1970.

## Einzel- und Gruppenausstellungen  (Auswahl)
- 1948: The London Gallery, London. Galerie d’Art moderne, Basel. Galerie Chichio Haller, Zürich.
- 1949: Galerie de la Paix, Lausanne.
- 1950: The Redfern Gallery, London. Galerie Otto Stangl, München.
- 1951: Galerie Dietrich, Brüssel. Galerie Salto, Mailand.
- 1952: Carnegie Institute, Pittsburgh. Art Museum, Michigan. The Arts Club of Chicago.
- 1953: Galerie d’Art moderne, Basel.
- 1954: Kunstmuseum St. Gallen.
- 1955: 6 Pittori Svizerri, Galleria del Fiore, Mailand.
- 1958: Museum of Art, San Francisco.
- 1961: Kunstsalon Wolfsberg, Zürich.
- 1962: Galerie Hilt, Basel.
- 1967: Galerie im Weissen Haus, Winterthur.
- 1971: Graphik-Sammlung, Eidgenössische Technische Hochschule, Zürich.
- 1988: Kunstmuseum des Kantons Thurgau.
- 1991: Galerie Steiner, Zürich.